# Ibis caranú
L'ibis caranú (Phimosus infuscatus) és una espècie d'ocell de la família dels tresquiornítids (Threskiornithidae) que habita boscos, sabanes de ribera i estanys en dos poblacions separades, per un costat al nord i est de Colòmbia i est de Veneçuela, i per altra banda a l'est de Bolívia, centre i sud del Brasil, el Paraguai, Uruguai i nord de l'Argentina. Única espècie del gènere Phimosus Wagler, 1832.